# Rinorea flavescens
Rinorea flavescens là một loài thực vật có hoa trong họ Hoa tím. Loài này được (Aubl.) Kuntze miêu tả khoa học đầu tiên năm 1891.